# Sands Point
Sand Point (FAA Ie 7n3) est une base d'hydravions située dans  Manhasset Bay, à 3 km au nord-ouest de Port Washington, dans le comté de Nassau. 
De 1939 à 1940, Sands Point était la base new-yorkaise des vols transatlantiques du Boeing 314 de la Pan American.